# 茶山坳镇
茶山坳镇，是中华人民共和国湖南省衡陽市珠晖区下辖的一个乡镇级行政单位。

## 历史沿革
建国初，茶山坳镇属衡阳市第八区，1961年成立茶山人民公社，1984年改为茶山乡，1985年改为镇，2001年由原衡阳市郊区改属衡阳市珠晖区。

## 行政区划
茶山坳镇下辖以下地区：
茶山社区、金甲社区、茶山村、藕塘村、田心村、堰头村、农林村、樟木村、金甲村、黄州村、合兴村、古城村、皇桥村、秧田村、大昌村和垅塘村。

## 经济
远在唐宋时期，这里就是著名的青瓷产地.在沿湘江河畔9平方公里地面至今留下了多处青瓷窑址。

## 交通
- 京广铁路、吉衡铁路：衡阳北站